# Coração em Arrependimento
Coração em Arrependimento é o quinto álbum de estúdio do grupo Santa Geração, liderado por Antônio Cirilo. Diferentemente do disco anterior, apresentou um uso maior da guitarra, além das características do canto congregacional estarem tão presentes quanto no trabalho Poderoso Deus. Há a participação de Heloisa Rosa em duas canções. Destaca-se no disco a canção "Cálice da Salvação".
O álbum foi eleito o 72º melhor disco da década de 2000, de acordo com lista publicada pelo Super Gospel.
Coração em Arrependimento também serviu de inspiração para outros músicos cristãos, como Luiz Arcanjo, vocalista do Trazendo a Arca, que elogiou a obra. Foi lançado de forma independente.

## Faixas
| N.º            | Título                      | Compositor(es) | Duração |  |
| 1.             | "Rei das Nações"            | Antônio Cirilo | 6:29    |  |
| 2.             | "I Timóteo 3.16"            | Antônio Cirilo | 6:41    |  |
| 3.             | "A Recompensa"              | Antônio Cirilo | 10:02   |  |
| 4.             | "Cálice da Salvação"        | Antônio Cirilo | 8:34    |  |
| 5.             | "Coração em Arrependimento" | Antonio Cirilo | 5:50    |  |
| 6.             | "Sangue Precioso"           | Antônio Cirilo | 8:37    |  |
| 7.             | "Em Teu Jardim"             | Antônio Cirilo | 5:55    |  |
| 8.             | "Sacrifícios Espirituais"   | Antônio Cirilo | 11:21   |  |
| Duração total: | Duração total:              | Duração total: | 73:32   |  |